# Йосиф Фердинанд Баварський
Йосиф Фердинанд Леопольд Баварський (нім. Joseph Ferdinand von Bayern; 28 жовтня 1692, Гофбург, Відень — 6 лютого 1699, Брюссель, Іспанські Нідерланди) — син курфюрста Баварії Максиміліана II та Марії Антонії — дочки імператора Леопольда I Габсбурга. Наступник іспанського престолу у 1698—1699 роках.

## Ранні роки
Принц Йосиф Фердинанд Леопольд Баварський народився 28 жовтня 1692 року в палаці Гофбург у Відні, столиці Священної Римської імперії, в родині баварського курфюрста Максиміліана II та дочки імператора Леопольда I Марії Антонії.
Матір принца померла незабаром після його народження (23 грудня 1692), і опіку над ним передали дідусеві, імператорові Леопольду, оскільки його батько перебував у Брюсселі, будучи губернатором Іспанських Нідерландів із березня 1692 року. 2 травня 1693 року Йосиф Фердинанд у супроводі колишньої прислуги своєї матері виїхав із Відня до Мюнхена на проживання і прибув туди 2 або 3 червня.

## Наступник іспанського престолу
Йосиф Фердинанд був онуком колишнього іспанського короля Філіппа IV, а відтак — внучатим племінником Карла II.
Карл II був бездітним і психічно хворим королем. Тому в Іспанії стояло питання щодо престолонаступництва. Матір короля, королева-мати Маріанна Австрійська, підтримувала кандидатуру баварського курфюрста Максиміліана, а згодом — Йосифа Фердинанда, який за материнською лінією доводився королеві правнуком. Така кандидатура була підтримана багатьма іспанськими дворянами, які виступали проти німецького впливу з боку дружини Карла II — королеви-консорта Марії Анни Пфальц-Нойбурзької. Напередодні смерті Марії Антонії, матері Йосифа Фердинанда, її батько, імператор Леопольд I, змусив її зректися прав на спадщину, щоб таким чином обмежити новонародженого онука.
Через це між двома Маріями Аннами, королевою-матір'ю та консортом, розпочалося протистояння, яке тривало з 1693 по 1696 рік. В іспанському дворі були чутки про нібито існування змови, яка полягала в тому, щоб ув'язнити королеву-консорт і таємно привезти до Мадрида Йосифа Фердинанда, щоб посадити на престол Іспанії під регентством королеви-матері.
16 травня 1696 року королева-мати Маріанна померла. 13 червня того ж року відбулося засідання Державної ради, на якому Йосиф Фердинанд був визнаний найкращою кандидатурою для іспанського престолу, оскільки за нього виступила більшість дворянства під проводом кардинала Портокарреро. У вересні того ж року король Карл II підписав заповіт, яким призначив Йосифа Фердинанда своїм наступником.
Кардинал Портокарреро успішно протидіяв впливові королеви-консорт на короля Карла II і запобіг скликанню ним Генеральних кортесів, який міг змінити заповіт.
На початку 1698 року кардинал Портокарреро представив королю новий звіт Державної ради стосовно питання престолонаступництва. Щоб остаточно впевнитися у правильності прийнятого рішення, монарх вирішив порадитися із папою Інокентієм XII, якого також вважали пробаварським.
1698 року Карл II серйозно захворів, і його смерть здавалася неминучою. 11 жовтня Англія, Франція та Нідерланди підписали Гаазький договір, або Договір першого поділу, намагаючись нав'язати Іспанії та Австрії вирішення питання правонаступництва престолу. Шестирічний Йосиф Фердинанд став наступником більшої частини Іспанської імперії, а решту планували поділити між собою Франція та Англія. Іспанців не повідомили про наміри поділу їхньої імперії, і вони виступили проти такої перспективи. 14 листопада 1698 року Карл II видав свій заповіт, призначаючи Йосифа Фердинанда своїм наступником, але за умови, що він успадкує всю Іспанську монархію. Документ також призначав королеву Марію Анну регенткою на час неповноліття нового імовірного короля.

## Смерть
23 травня 1698 року Йосиф Фердинанд прибув до Брюсселя за наказом батька, курфюрста Максиміліана II, щоб Іспанські Нідерланди склали йому присягу як королю, коли Карл II помре.
На початку 1699 року принц важко захворів на натуральну віспу. Ходили чутки, начебто його отруїли. Напередодні раптової смерті Йосиф Фердинанд був охоплений судомами, блювотою та тривалою втратою свідомості. 6 лютого 1699 року він помер.
Смерть Йосифа Фердинанда спричинила нову кризу престолонаступництва в Іспанії, яка після смерті Карла II призвела до початку війни за іспанську спадщину.